# Бабота Микола
Микола Бабота (17 грудня 1909, с. Довге Поле, Румунія — 14 вересня 1989, м. Пряшів, Словаччина) — український громадський діяч Карпатської України. Член-кореспондент Державної господарської ради Карпатської України (1939).

## Біографія
Микола Бабота народився 17 грудня 1909 року в селі Довге Поле (нині Кимпулунг-ла-Тіса, комуна повіту Марамуреш у Румунії). Чоловік діячки міжвоєнного просвітянського руху на Закарпатті, учасниці трагічних подій Карпатської України і Ковнерівських процесів — Марґарети Баботи (пом. 2009). Батько української дослідниці — Любиці Баботи.
Після закінчення Мукачівської торговельної академії (нині Мукачівський кооперативний торговельно-економічний коледж), працював у Підкарпатському банку в Ужгороді. У період існування Карпатської України займався перевезенням з Ужгорода до Хуста матеріальних і культурних цінностей уряду.
3 листопада 1938 року молодого економіста призначили евакуаційним комісаром у Хусті, а 5 листопада — евакуаційним комісаром Підкарпатського банку в Ужгороді.
У грудні 1938 року Микола Бабота очолював експертну групу під час торговельних переговорів між чехословацьким урядом й Угорщиною. 10 грудня 1938 року він увійшов як член правління до складу комісії Підкарпатського банку разом з Яроміром Гушеком, провідним директором банку в Михайлівцях. Головою комісії був обраний — Микола Цуперак з Хуста.
Від 1 січня 1939 року очолював господарський відділ Міністерства комунікацій Карпатської України. Від 22 січня 1939 року обраний членом-кореспондентом Державної господарської ради Карпатської України. Разом з Ю. Бращайком входив до складу комісії щодо узгодження кордонів з Угорщиною, брав участь у підписанні торговельних договорів з Німеччиною (січень—лютий 1939 року), а також у примиренні сторін під час сутичок між чеським військом і Карпатською Січчю 13—14 березня 1939 року.
15 березня покинув Карпатську Україну й через Румунію, Югославію, Австрію емігрував до Словаччини. У післявоєнний період працював у філії Підкарпатського банку в Пряшеві.